# Marian Kutiak
Marian T. Kutiak (ur. 8 grudnia 1956 w Sanoku) – polski socjolog kultury, antropolog kulturowy, dziennikarz, twórca filmów dokumentalnych.

## Życiorys
Syn Marii i Jana. Ma brata Andrzeja. Wraz z rodziną zamieszkiwał w kamienicy przy ówczesnej ul. 22 lipca 3. Został absolwentem II Liceum Ogólnokształcącego w Sanoku z roku 1975. Studiował socjologię na Uniwersytecie Jagiellońskim (1976–1981), specjalizując się w socjologii kultury i antropologii kulturowej. Później zamieszkał w Warszawie i w Cambridge. Został socjologiem kultury i antropologiem kulturowym. Podjął pracę jako dziennikarz. Został także twórca filmów dokumentalnych (jako autor zdjęć, scenarzysta, reżyser, producent). Wieloletni rzecznik prasowy Polskiego Stowarzyszenia Jazzowego. Przed 2014 stworzył ponad 140 filmów dokumentalnych i reportaży dla TVP.
Ma syna Jakuba i żonę Julitę Kutiak.

## Filmografia
- Jest takie miejsce (2000, zdjęcia, reżyseria)
- W imieniu Stefana Korbońskiego (2001, realizacja, produkcja wykonawcza)
- Virtuti Militari (2002, zdjęcia, reżyseria, komentarz)
- Świat, który nie zaginął (2003, zdjęcia, reżyseria, komentarz, produkcja)
- Światy Aloszy Awdiejewa (2004, zdjęcia, reżyseria, produkcja)
- Uniwersytet życia (2005, zdjęcia, scenariusz, reżyseria, produkcja wykonawcza)
- Les polonais (2006, zdjęcia, reżyseria, komentarz, produkcja wykonawcza)
- Nie takie straszne woodoo[5]
- Przerwany koncert... (2008, zdjęcia, reżyseria, komentarz)
- Powtórnie narodzony (2011, zdjęcia, reżyseria, komentarz, produkcja)
- Gdzie niedźwiedzie piwo warzą (2013, zdjęcia; film Grzegorza Gajewskiego)
- Ballada o Ryśku (2020, zdjęcia, scenariusz, reżyseria, współpraca produkcyjna)

## Publikacje
- Malarstwo Haitańskie w zbiorach polskich” 1889-2019 (2013, Warszawa, ISBN 978-83-935-3274-2; współautor: Aleksander Kawalec)
- Moje miasto (2014, Warszawa, ISBN 978-83-64830-00-6)